# Wisin & Yandel
Wisin & Yandel egy Puerto Ricó-i reggaetón duója. Tagjai Wisin (Juan Luis Morera Luna) és Yandel (Llandel Veguilla Malavé). A több mint egy évtizedes pályafutásuk során nagy hírnévre tettek szert Latin-Amerikában és az Amerikai Egyesült Államokban.
A reggaetón zenén belül igen egyedi hangnemet képviselnek, ugyanis dalszövegeikben az agresszió és rivalizálás helyett az érzelmeké és a bulizásé a főszerep.

## Zenei karrierjük
Zenei karrierjüket 1995-ben kezdték, ám első lemezük csak 2000-ben jelent meg Los reyes del nuevo milenio ('Az új évezred királyai') címmel. Az albumot újabb lemezek követték, de az igazi sikert csak a 2005-ös lemezük, a Pa’l mundo ('A világnak') hozta meg. Ebben az évben megalapították a WY Records kiadót. 2006-ban - már a WY Records kiadó alatt - meg is jelent az első olyan album, amely felkarolja az összes WY Records előadót. Ez az album a Los vaqueros ('A cowboyok'). 2007-ben kiadták a Los vaqueros album remix változatát Los vaqueros: wild wild mixes névvel, melyet a duó hatodik stúdióalbuma követett, a Los extraterrestres ('Az idegenek'). Az album nagy siker lett: másfél millió példányban kelt el világszerte és a duó Latin Grammy-díjat nyert vele. Az albumot újabb, a WY Records előadóival közös album követte: 2008-ban megjelent a La mente maestra. A duó számára a 2009-es év is sikeresnek mondható: megjelentették a hetedik stúdióalbumukat La revolución ('A forradalom') névvel, mely hatalmas siker lett főleg Latin-Amerikában, de az Egyesült Államokban is. Jövőre várhatóan kiadják a Los vaqueros sorozat harmadik darabját, melynek címe Los vaqueros: el regreso ('A cowboyok: a visszatérés') lesz. Karrierjük során olyan előadókkal dolgoztak együtt, mint például 50 Cent, T-Pain, Fat Joe, Enrique Iglesias és Nelly Furtado.

## Wisin
Juan Luis Morera Luna született 1978. december 19-én. Wisin 2008. július 26-án megnősült, két gyermeke: Yelena és Dylan.

### Szólókarrierje
2004 El sobreviviente ('A túlélő')

## Yandel
Yandel 1977. január 14-én született. Teljes neve: Llandel Veguilla Malavé Salazar. Nős, két fia: Adrián és Derek.

### Szólókarrierje
2004 ¿Quién contra mí? ('Ki van ellenem?')

## WY Records
Wisin & Yandel 2005-ben megalapította a WY Records kiadót. Napjainkra a reggaetón zene világában a legerősebb zenei kiadóvá nőtte ki magát. Az elsőséget Daddy Yankee El Cartel Records kiadójától vették el, melyet a harmadik helyen álló Don Omar kiadója, a Full Records követ.

## Diszkográfia
| - 2000: Los reyes del nuevo milenio - 2001: De nuevos a viejos - 2002: De otra manera - 2003: Mi vida... my life - 2005: Pa’l mundo - 2007: Los extraterrestres - 2009: La revolución | - 2006: Pa’l mundo: deluxe edition - 2006: Los vaqueros: collector´s edition - 2008: Los extraterrestres: otra dimensión - 2009: La revolución: deluxe edition - 2009: La evolución - 2011 Los Vaqueros: El Regreso - 2012: Lideres - 2018: Los Campeones del Pueblo: The Big Leagues - 2019: La Gerencia |

| - 2006: Los vaqueros - 2007: Los vaqueros: wild wild mixes - 2008: La mente maestra - 2010: Los Vaqueros: El regreso | - 2004: El sobreviviente (Wisin) - 2004: ¿Quién contra mí? (Yandel) |

| - 2006: Pa’l mundo: first class delivery - 2007: 2010 Lost edition - 2009: El Dúo de la Historia vol. I | - 2007: Tomando control: Live |